# オランダ空軍

ラウンデル

オランダ王立空軍（オランダおうりつくうぐん、オランダ語：Koninklijke Luchtmacht）は、オランダ王国の空軍である。

## 歴史

### 前身期
1913年7月1日、ソーステルベルフ飛行場にてオランダ陸軍内に陸軍航空群（LVA）が創設される。創設時の航空機は1機しかなかったが、数ヵ月後フランスからファルマン製航空機3機が補充される。これらの航空機はすぐに時代遅れとなりオランダ政府は戦闘および偵察任務用にニューポール製とコードロン製の航空機に更新するため複数の機体を発注している。
第一次世界大戦時には、オランダは中立を維持していたため陸軍航空群は如何なる戦闘行為にも参加せず、能力向上に務めていた。パイロット養成は士官以外にも門戸が開かれており、飛行技術、航空写真、気象および航法技術などが確立される。また、新たにアーネム、ギルゼ＝レイエン、フェンローおよびフリシゲンに飛行場が開設されている。
第一次世界大戦後、オランダ政府は国防予算の削減に着手し、陸軍航空群は大幅に縮小された。しかし、1930年代後半にはヨーロッパ政治情勢の悪化により、政府は1938年に軍隊の再編成に着手したが、多くの問題に着面した。新型の双発機の運用には、操縦教官、航法士およびパイロットが不足していた。標準化の欠如によってもたらされた整備の複雑さは、再編成の困難さを増す要因となった。
戦争が間近に迫り、1939年7月1日に陸軍航空群は航空旅団に改編された。翌8月にオランダ政府は軍の動員を開始したが、陸軍航空隊は予算制限のため176機の航空機を運用していたにすぎなかった。以下のような機種を保有していた。フォッカー T.V爆撃機、フォッカー D.XXI単発戦闘機、フォッカー G.I双発戦闘機、フォッカー D.XVII単発戦闘機、ダグラス DB-8A-3N軽爆撃機、フォッカー C.X軽爆撃機、フォッカー C.V偵察機、コールホーフェン F.K.51砲兵観測機の陣容であった。

### 第二次世界大戦
1940年5月10日、ドイツ国防軍がオランダに侵攻を開始し陸軍航空旅団はドイツ空軍部隊と交戦を開始した。ドイツ空軍は優勢であり、開戦から5日以内にオランダの航空戦力は急速に損耗した。この一連の戦闘でドイツ空軍相手に一定の戦果を上げるも、オランダ軍パイロットの95%が喪失する結果となった。健闘空しく5月17日にオランダは降伏したが、幾名かのパイロットはイギリスに脱出し1940年6月1日には第320飛行隊と第321飛行隊が編成され、イギリス空軍の指揮下におかれた。陸軍のパイロットの損耗が大きく、イギリスに脱出したのは海軍のパイロットが中心となっていた。要員が不足していたため、1941年1月に第321飛行隊は第320飛行隊に吸収されている。1941年内に王立オランダ軍飛行学校がアメリカ合衆国ミシシッピ州ジャクソンのホーキンス飛行場で再設立され、本国降伏前に発注していたダグラス DB7C双発爆撃機48機や貸与された航空機を運用して全オランダ軍パイロットの教育訓練を再開する。1942年1月には大日本帝国陸軍による蘭印作戦が開始され、オランダ領東インドの領空防衛を担当していた王立オランダ領東インド軍航空隊（ML-KNIL）が応戦するも、優勢な日本軍の前に壊滅している。残存戦力はオーストラリアやセイロン島に脱出し、1942年3月にはセイロン島にて第321飛行隊が再編成される。
1942年に蘭豪合同の第18飛行隊（NEI）が編成されノースアメリカン B-25爆撃機を装備しニューギニア方面や蘭印方面へ爆撃行を実施した。1943年にはカーチス P-40戦闘機を装備する第120飛行隊（蘭豪合同、NEI）が編成され西ニューギニア奪還作戦ではオーストラリア軍の指揮下におかれた。1943年6月にオランダ軍戦闘機飛行隊はイギリスにてスーパーマリン スピットファイア戦闘機を装備する第322飛行隊（オランダ、Dutch）が新編され、V1飛行爆弾の迎撃やノルマンディー上陸作戦、そしてフランスとベルギーでの各種作戦に参加している。
亡命先のロンドンにて1944年7月26日にオランダ空軍局（Nederlandse Luchtmacht Directoraat）が創設され、戦後の1947年に空軍参謀長が任命されている。

### 植民地戦争と冷戦
第二次世界大戦後、蘭印では現地人による独立宣言がなされ状況は悪化しインドネシア独立戦争が勃発する。結局、インドネシアの独立は達成されオランダはインドネシア地域から撤退することになったが、西ニューギニアは引き続きオランダ領として維持された。オランダは1958年にインドネシア軍侵入の証拠があったとして、防空のためにビアク島に空軍の援軍部隊を展開させる。展開当初はビアク島とミオス・ウンディ島の2箇所にMkIV早期警戒レーダーを設置した。オランダ・インドネシア間の政治情勢は悪化の一途を辿り、1960年に増援を展開する「フィデリオ計画（Plan Fidelio）」を発動している。そしてオランダ空軍はオランダ領ニューギニア防空軍（CLV NNG）を新編し防空飛行隊やビアク島レーダー・システムおよび予備飛行場を指揮下に置き、12機のホーカー ハンターMk.4 AD戦闘機や2機のアルエットII救難ヘリコプターを展開させた。さらに空母「カレル・ドールマン」を東南アジアに回航させている。翌年にはオランダ政府はより長大な戦闘行動半径を持つホーカー ハンターMK6 AD戦闘機12機を導入する。1962年8月、遂にインドネシア軍は侵攻準備を整える。援軍を送っているにもかかわらずオランダ軍は攻撃に耐えられないとみられ、国際的圧力に従いオランダ政府は平和的放棄を余儀なくされ現地から撤退する。第336飛行隊はニューギニアと密接に関わっており、再動員後オランダ海軍から空輸任務を引き継ぎニューギニアに配備される。第336飛行隊はダコタ輸送機3機やアメリカ製補給機3機を運用し、1961年9月から1962年9月までの間に約5,400人の人員を輸送している。
1951年に陸軍航空隊内のいくつかの非戦闘部門は女性に開放された。そして1953年3月27日に陸軍から切り離され独立軍種となる。これに合わせて防空軍（CLV）が新編されレーダーサイト5箇所と6個戦闘飛行隊が編成される。保有機は全てイギリス空軍の余剰機で構成された。北大西洋条約機構加盟後は新たに戦術空軍（CTL）が新編され7個飛行隊には1952年から1956年にかけて相互防衛援助プログラムに基づきリパブリック F-84Gジェット戦闘機が供与された。同時期、この他にはホーカー ハンタージェット戦闘機やノースアメリカン F-86ジェット戦闘機を装備した飛行隊があった。
1960年代以降、西欧防衛の一翼を担う存在として各国軍との関係を密にする。防空任務に新たにMIM-14 ナイキ地対空ミサイルが配備され、その後MIM-23 ホーク地対空ミサイルが加わっている。オランダ空軍戦闘機は年間を通じてNATO警告やアラート待機および演習には全参加している。1962年から1983年にかけて第313、第311、第312、第322飛行隊には逐次ロッキード F-104戦闘機に更新される。第313、第314、第315および第316飛行隊では1969年から1992年までカナディア CF-5戦闘機が配備されていた。1979年からはNATO標準戦闘爆撃機であるジェネラル・ダイナミクス F-16戦闘機に更新が開始されている。

### ポスト冷戦
冷戦終結後、オランダ空軍保有のF-16戦闘機は1993年から旧ユーゴスラビアでのデニー・フライト作戦や1995年のデリバリット・フォース作戦、1999年のアライド・フォース作戦に参加し、イタリア国内の航空基地から出撃している。コソボ危機の際には、F-16AM戦闘機（中途更新）がAIM-120アムラーム空対空ミサイルでMiG-29戦闘機を撃墜し、その高精度が実証された。
2002年10月18日にオランダ、デンマーク、ノルウェーの3か国は保有するF-16戦闘機を集約統合し、キルギスのマナス空軍基地に拠点を置くKC-10空中給油機の支援下で、不朽の自由作戦での地上部隊支援に参加している。オランダ空軍はアフガニスタン大統領選挙支援のために展開し、2004年9月にマナス基地に帰還する。この期間はNATO国際治安支援部隊の指揮下におかれていた。2006年8月、ISAFのアフガニスタン南部拡張任務の一環として16機のF-16戦闘機が対地攻撃のため、3機のCH-47D大型輸送ヘリコプターを装備する第298飛行隊がカンダハール飛行場に派遣され、さらに5機のAH-64D戦闘ヘリコプターからなる分遣隊がウルーズガーン州のタリン・コートに駐屯した。同年8月31日には、ヘルマンド州に展開するイギリス軍地上部隊を支援中であったF-16戦闘機が事故により墜落し、パイロットが死亡している。

## 組織
2021年時点で現役兵総員約6,540人。
- 空軍参謀本部
  - 戦闘飛行隊 × 5個（2つの基地に所在している）
  - 輸送飛行隊 × 2個（アイントホーフェン基地に集約）
  - 訓練飛行隊 × 4個（ウーンスドレヒト基地に集約）
  - 整備中隊 × 6個（各航空基地ごと配置されている）
  - 支援中隊 × 5個
  - 防空群（デ・ペール基地に集約）
    - 射撃中隊 ×2個

  - 国防ヘリコプター集団（nl:Defensie Helikopter Commando）
    - 飛行隊 × 7個（3つの基地に分散している）

  - 空軍気象群
  - 空軍予備役群
  - 航空人事センター（研究・監察機関）

## 基地
| 名称                           | 所在地                           | 備考             |
| ------------------------------ | -------------------------------- | ---------------- |
| レーワルデン空軍基地           | フリースラント州レーワルデン     | 軍用             |
| フォルケル空軍基地             | 北ブラバント州ウーデン           | 軍用             |
| ギルゼ＝レイエン空軍基地       | 北ブラバント州ティルブルフ       | 軍用             |
| ウーンスドレヒト空軍基地       | 北ブラバント州ウーンスドレヒト   | 軍用             |
| アイントホーフェン空軍基地     | 北ブラバント州アイントホーフェン | 軍民共用         |
| デ・ペール空軍基地             | リンブルフ州フェンラユ           | 軍用             |
| ディエラン空軍基地             | ヘルダーラント州アーネム         | 軍用             |
| コーイ飛行場                   | 北ホラント州デン・ヘルダー       | 海軍航空運用     |
| ニーウ＝ミリゲン航空運用統制所 | ヘルダーラント州ニーウ＝ミリゲン | 航空作戦センター |

## 装備
2023年9月4日現在の装備は以下の通り。

### 固定翼機
- F-35A多用途戦闘機 ×  33機（計52機調達予定）
- F-16AM多用途戦闘機 × 24機（内18機をウクライナに供与予定[要出典]）
- エアバスA330MRTT空中給油機 × 7機（計10機調達予定）
- ガルフストリームG650ER輸送機 × 1機
- ロッキードC-130H輸送機 × 4機
- エンブラエルC-390 × 0機（計5機調達予定）
- ピラタス PC-7練習機 × 13機

- MQ-9リーパー × 4機（計8機調達予定）

### 回転翼機
- マクドネル・ダグラス AH-64D/E攻撃ヘリコプター × 22/6機
- ボーイング CH-47D大型輸送ヘリコプター × 20機
- ユーロコプターAS532汎用ヘリコプター × 12機
- NHインダストリーズNH90汎用ヘリコプター × 19機

## 階級
| 士官               |                         |  |           |
| 空軍大将           | Generaal                |  | OF-9      |
| 空軍中将           | Luitenant-Generaal      |  | OF-8      |
| 空軍少将           | Generaal-Majoor         |  | OF-7      |
| 空軍准将           | Commodore               |  | OF-6      |
| 空軍大佐           | Kolonel                 |  | OF-5      |
| 空軍中佐           | Luitenant-Kolonel       |  | OF-4      |
| 空軍少佐           | Majoor                  |  | OF-3      |
| 空軍大尉           | Kapitein                |  | OF-2      |
| 空軍中尉           | Eerste-Luitenant        |  | OF-1      |
| 空軍少尉           | Tweede-Luitenant        |  | OF-1      |
| 空軍士官候補生     | Vaandrig                |  | OF-1      |
| 准士官および下士官 |                         |  |           |
| 空軍准尉           | Adjudant-Onderofficier  |  | OR-9/OR-8 |
| 空軍曹長           | Sergeant-Majoor         |  | OR-7      |
| 空軍一等軍曹       | Sergeant der 1e klasse  |  | OR-6      |
| 空軍二等軍曹       | Sergeant                |  | OR-5      |
| 伍長               |                         |  |           |
| 空軍上級伍長       | Korporaal der 1e klasse |  | OR-4      |
| 空軍伍長           | Korporaal               |  | OR-3      |
| 兵卒               |                         |  |           |
| 空軍一等兵         | Soldaat der 1ste klasse |  | OR-2      |
| 空軍二等兵         | Soldaat der 2de klasse  |  | OR-1      |
| 空軍三等兵         | Soldaat der 3de klasse  |  | OR-1      |